# Синегорлая килеватая ящерица
Синегорлая килеватая ящерица (лат. Algyroides nigropunctatus) — вид ящериц семейства настоящие ящерицы.

## Внешний вид
Самый крупный вид рода с длиной тела до 7 см (с хвостом — до 21 см). Спинные чешуйки частично перекрываются, округлые по форме, сильно килеватые, заметно крупнее чешуек по бокам туловища. Брюшные щитки расположены в шесть продольных рядов. Окраска обычно коричневатая, от тёмно-коричневой до красноватой. Часто верхняя сторона тела усеяна чёрными точками. Нижняя сторона без пятен, красная у самцов и желтовато- или зеленовато-белая у самок. Голова самцов синяя, во время брачного сезона становится особенно яркой. У самцов подвида A. n. kephallithacius вне брачного сезона горло зелёное.

## Ареал
Распространена на востоке Адриатического и на Ионическом побережьях от северо-восточной Италии и западной Словении через Хорватию, запад Боснии и Герцеговины, Черногорию, Албанию, крайний запад Сербии и Северную Македонию до западной и центральной Греции, достигая на юге Коринфского залива.  также на принадлежащих Хорватии островах Адриатического моря и Ионических островах. Встречается на высоте до 1500 м над уровнем моря.

## Образ жизни
Населяет затенённые местообитания, такие как открытые леса, старые сады, заросшие стены, скалы и крупные валуны. Обычно держится у воды, и в южных частях ареала предпочитает влажные места. Ведёт дневной образ жизни. Активна с февраля по октябрь, но в разных частях ареала этот период может отличаться. Летом активность сменяется на двухпиковую. Питается беспозвоночными, в том числе кузнечиками. Яйцекладущая. Спаривание происходит в марте и апреле. В мае самки откладывают 2—8 яиц, из которых в июле или августе выходят детёныши.

## Подвиды
Выделяют 2 подвида:
- Algyroides nigropunctatus kephallithacius Keymar, 1986 — обитает на греческих островах Кефалиния, Итака и Лефкас и прилегающих областях на материке, преимущественно в высокогорьях. У самцов этого подвида горло окрашено в зелёный или сине-зелёный[2].
- Algyroides nigropunctatus nigropunctatus Duméril & Bibron, 1839  — занимает остальную часть ареала.

## Прироохранный статус
Международным союзом охраны природы отнесена к «видам, вызывающим наименьшие опасения» в связи с обширным ареалом и предположительной высокой численности. Внесена в Приложение II Бернской конвенции, а также в Приложение IV Директивы 92/43/ЕЭС.